# Cukiernictwo

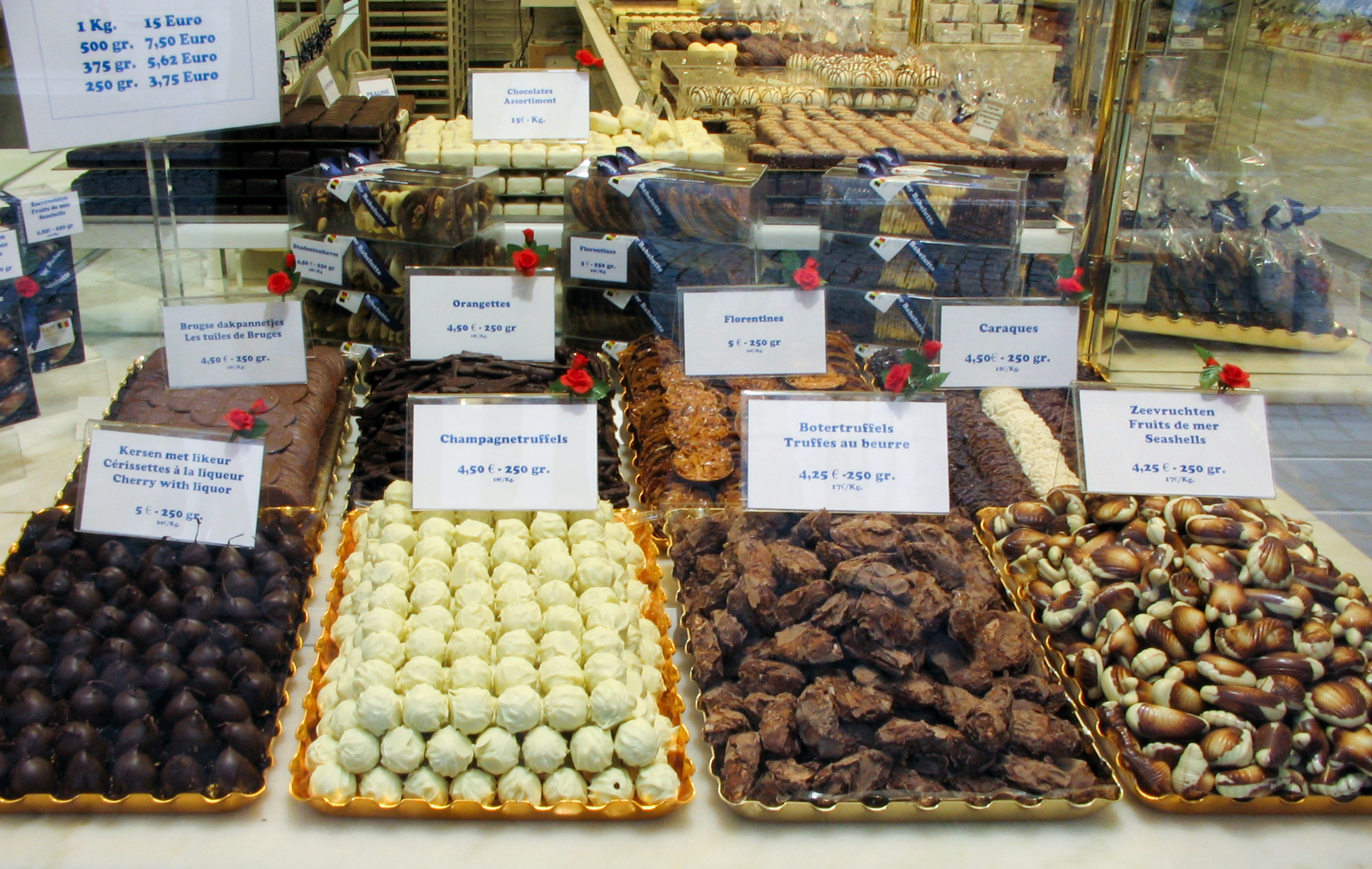
Produkty cukiernicze

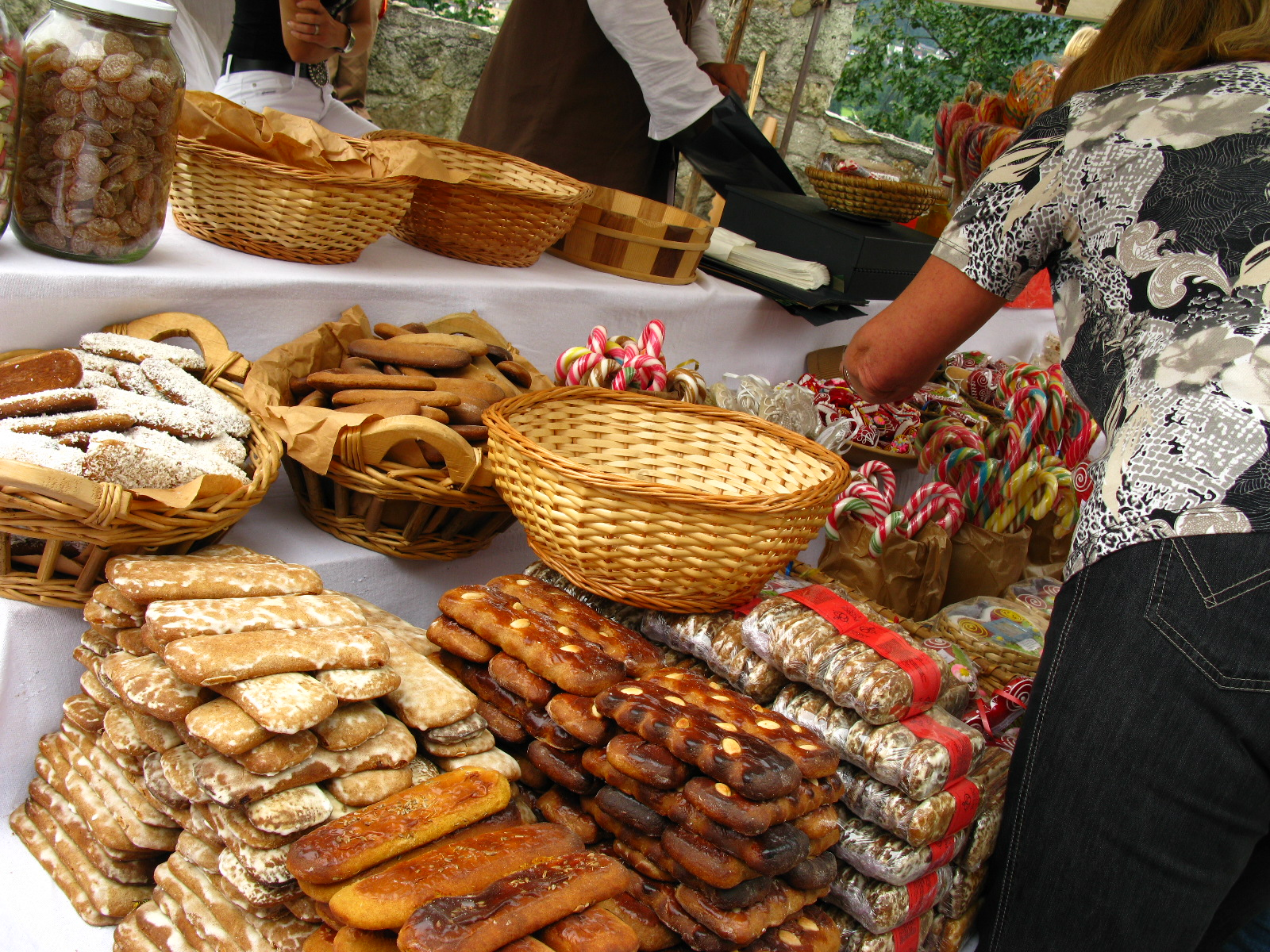
Produkty cukiernicze

Cukiernictwo – dział wytwórczości obejmujący wyrób produktów cukierniczych trwałych, pieczywa cukierniczego trwałego, oraz produktów cukierniczych nietrwałych.  
Przemysł cukierniczy produkuje trwałe wyroby, czyli takie, które nie ulegają istotnym zmianom chemicznym i fizycznym w okresie, co najmniej 1 miesiąca od daty wyprodukowania.

## Grupy trwałych wyrobów cukierniczych
- pieczywo cukiernicze trwałe, np. herbatniki, suchary, płatki, pierniki, pieczywo parzone, pieczywo piankowe, wafle, pieczywo drożdżowe;
- półprodukty cukiernicze, np. kuwertura, tłuszcz kakaowy, kuch kakaowy, miazga z jąder nasion oleistych, nadzienie marcepanowe, pomada, polewa kakaowa;
- czekolada
- wyroby czekoladowe, np. cukierki czekoladowe o rdzeniu miękkim, cukierki czekoladowe o rdzeniu z karmelków nadziewanych, drażetki czekoladowe, wyroby wschodnie czekoladowe, herbatniki czekoladowe, pierniki czekoladowe, wafle czekoladowe;
- kakao
- wyroby czekoladopodobne i wyroby w polewie kakaowej, np. wyroby czekoladopodobne, pierniki w polewie kakaowej, wafle w polewie kakaowej, pieczywo piankowe w polewie kakaowej;
- cukierki, np. karmelki, drażetki, pomadki (np. krówki), cukierki pudrowe prasowane;
- wyroby wschodnie, np. chałwa, wyroby grylażowe, wyroby oblewane masą karmelową, nugaty, orzechy prażone;
- wyroby cukiernicze trwałe pozostałe, np. wyroby żelowe, cukrowe, z mas tłustych, marcepan i pokrewne, wyroby z tłuszczu kakaowego, gumy do żucia z wyłączeniem lizaków.